# Aeroportul Bidar
Aeroportul Bidar (IATA: IXX, ICAO: VOBR) este un aeroport din Karnataka, India ce deservește zona Bidar⁠(d). Aeroportul a fost tranzitat în decembrie 2022 de 801 pasageri. A fost numit după zona deservită.
Situat la o altitudine de 664 m, aeroportul dispune de o singură pistă. Este operat de Indian Air Force⁠(d).